# Saint-Jean-de-Marsacq
Saint-Jean-de-Marsacq település Franciaországban, Landes megyében. Lakosainak száma 1810 fő (2022. január 1.). Saint-Jean-de-Marsacq Josse, Pey, Saint-Étienne-d’Orthe, Saint-Martin-de-Hinx, Saint-Vincent-de-Tyrosse és Saubrigues községekkel határos.

## Népesség
A település népessége az elmúlt években az alábbi módon változott:
| Lakosok száma | 732  | 782  | 793  | 1199 | 1401 | 1521 | 1614 | 1699 | 1755 | 1810 |
|               | 1968 | 1982 | 1990 | 2006 | 2013 | 2015 | 2017 | 2019 | 2020 | 2022 |